# Tallador de ceràmica

Primer tallador creat pels germans Boada l'any 1951

El tallador de ceràmica és una eina inventada l'any 1951 pels germans Boada, originaris de la ciutat de Rubí (Barcelona) a Catalunya.
El primer tallador va ser ideat per facilitar el treball i solucionar els problemes que tenien els paletes a l'hora de tallar el mosaic hidràulic (un tipus de rajola decorativa de ciment pigmentat que en els anys 50 era molt utilitzada per la resistència que proporcionava el seu grossor). L'invent consistia a ratllar en línia recta i posteriorment donar-li un cop per partir-ho per la part afeblida a causa del ratllat. Aquest fet es va convertir en un símbol de la precisió mecànica. A partir d'aquest moment, es va conèixer popularment en el sector amb l'àlies del RUBI, nom donat pel lloc de naixement dels seus inventors.
Amb el temps l'eina va ser evolucionant, incorporant elements que la feien més precisa i productiva. Els primers talladors tenien un punxó de ferro per ratllar i més tard es va substituir per l'actual rodell de carbur de wolframi.
Un altre element incorporat en els talladors a partir de 1960 va ser el separador. Aquesta peça permetia als usuaris partir el mosaic amb la mateixa eina i no sobre els suports, eixos del tallador o donant un cop amb el genoll. Això va ser una autèntica revolució en el procés del tall de la ceràmica a nivell mundial.
En l'actualitat el tallador de ceràmica ha evolucionat amb gran varietat de models i marques, amb capacitat per tallar materials ceràmics actuals de gran duresa com el gres porcellànic.